# رانگومووا
رانگومووا (به لاتین: Rangomuwa) یک منطقهٔ مسکونی در سری‌لانکا است که در استان مرکزی (سری‌لانکا) واقع شده‌است.